# Zasphinctus wilsoni

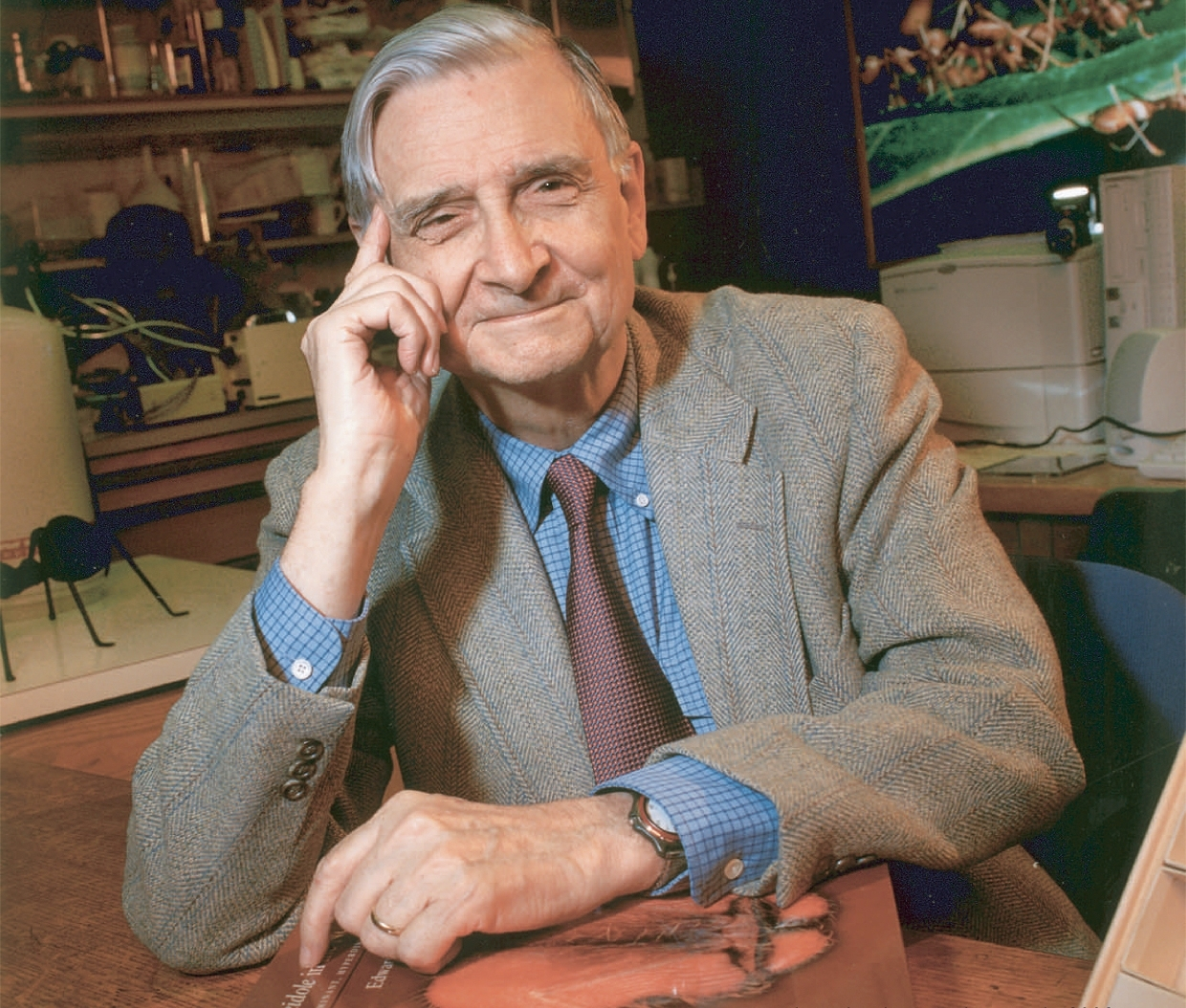
Профессор Эдвард Уилсон, в честь которого был назван новый вид.

Zasphinctus wilsoni (лат.) — вид мелких и слепых муравьёв рода Zasphinctus из подсемейства Dorylinae (Formicidae). Видовое название дано в честь биолога Эдварда Уилсона.

## Распространение
Африка: Мозамбик, Sofala, Gorongosa National Park. Обнаружены в подстилочной слое первичного тропического дождевого леса на высоте около 1 метра над уровнем моря.

## Описание
Мелкие тёмно-коричневого цвета муравьи размером 2—3 мм (ноги и усики желтовато-коричневые), блестящие. Длина головы рабочих HL от 0,60 до 0,59 мм, ширина головы от 0,49 до 0,47 мм. У рабочих усики 12-члениковые, у самцов 13-члениковые, скапус короткий (длина скапуса от 0,32 до 0,31 мм). Глаза, оцелии и усиковые бороздки у рабочих отсутствуют. Нижнечелюстные и нижнегубные щупики 3-члениковые (формула щупиков 3,3). Жвалы с 4 или 5 зубцами на жевательном крае. Заднегрудка угловатая, но без проподеальных шипиков. На голенях средней и задней пары ног по одной гребенчатой шпоре. Тело покрыто многочисленными короткими волосками. Биология, а также половые особи (самки и самцы) остаются неизвестными.

## Систематика и этимология
Включён в состав рода Zasphinctus из подсемейства Dorylinae, представители которого ранее входили в состав рода Sphinctomyrmex подсемейства Cerapachyinae. Вид был впервые описан в 2017 году энтомологом Франциско Хита Гарсиа (Okinawa Institute of Science and Technology Graduate University, Onna-son, Япония) вместе с  Zasphinctus sarowiwai и Zasphinctus obamai. Вид был назван в честь профессора Эдварда Осборна Уилсона, крупного американского социобиолога и мирмеколога, академика Национальной академии наук США.